# Forteresse aldobrandesque (Manciano)
La Forteresse aldobrandesque (en italien ; Rocca aldobrandesca) est un château dans le centre historique de la commune de Manciano, (province de Grosseto), en Toscane,.

## Description
La forteresse se dresse sur une base quadrangulaire délimitée par des courtines et se compose de deux bâtiments adossés l'un à l'autre d'un côté, un plus grand, de plus faible hauteur, de section quadrangulaire et un plus haut qui forme la tour de la forteresse. Le bâtiment principal présente des soubassements, des murs entièrement recouverts de pierre où les fenêtres s'ouvrent sur trois niveaux ; la partie supérieure, cordonnée, est couronnée au sommet d'un créneau caractéristique. La tour se caractérise par une partie supérieure en cordon et par le créneau au sommet qui reflètent parfaitement l'aspect esthétique de l'autre bâtiment. Les murs de pierre comportent moins d'ouvertures et la base en pente est beaucoup plus haute et plus prononcée, entourée sur trois côtés de courtines qui délimitent une sorte de fortin, adossé à la partie basse de l'autre bâtiment.
Le complexe est le siège de la municipalité de Manciano.

## Histoire
La forteresse fut construite au XIIe siècle et devint la propriété de la famille Aldobrandeschi.
Dès le début du XIVe siècle, de nombreuses disputes éclatèrent pour le contrôle de la fortification, considérée par beaucoup comme située dans une position stratégique. Après une brève occupation par les Orvietani, la forteresse passa aux Orsini de Pitigliano qui la contrôlèrent jusqu'au XVIIe siècle, à l'exception d'une domination siennoise temporaire dans la première moitié du XVe siècle au cours de laquelle quelques travaux de rénovation et d'agrandissement furent réalisés.
Vers le milieu du XVIIe siècle, Manciano et sa forteresse font partie du Grand-Duché de Toscane, avec les territoires restants du comté de Pitigliano, qui disparaissent définitivement du scénario géopolitique.
Dans la seconde moitié du XVIIIe siècle, des travaux de restauration furent réalisés pour préserver la fortification de la détérioration ; une dernière intervention de récupération a été réalisée au siècle dernier.

## Galerie

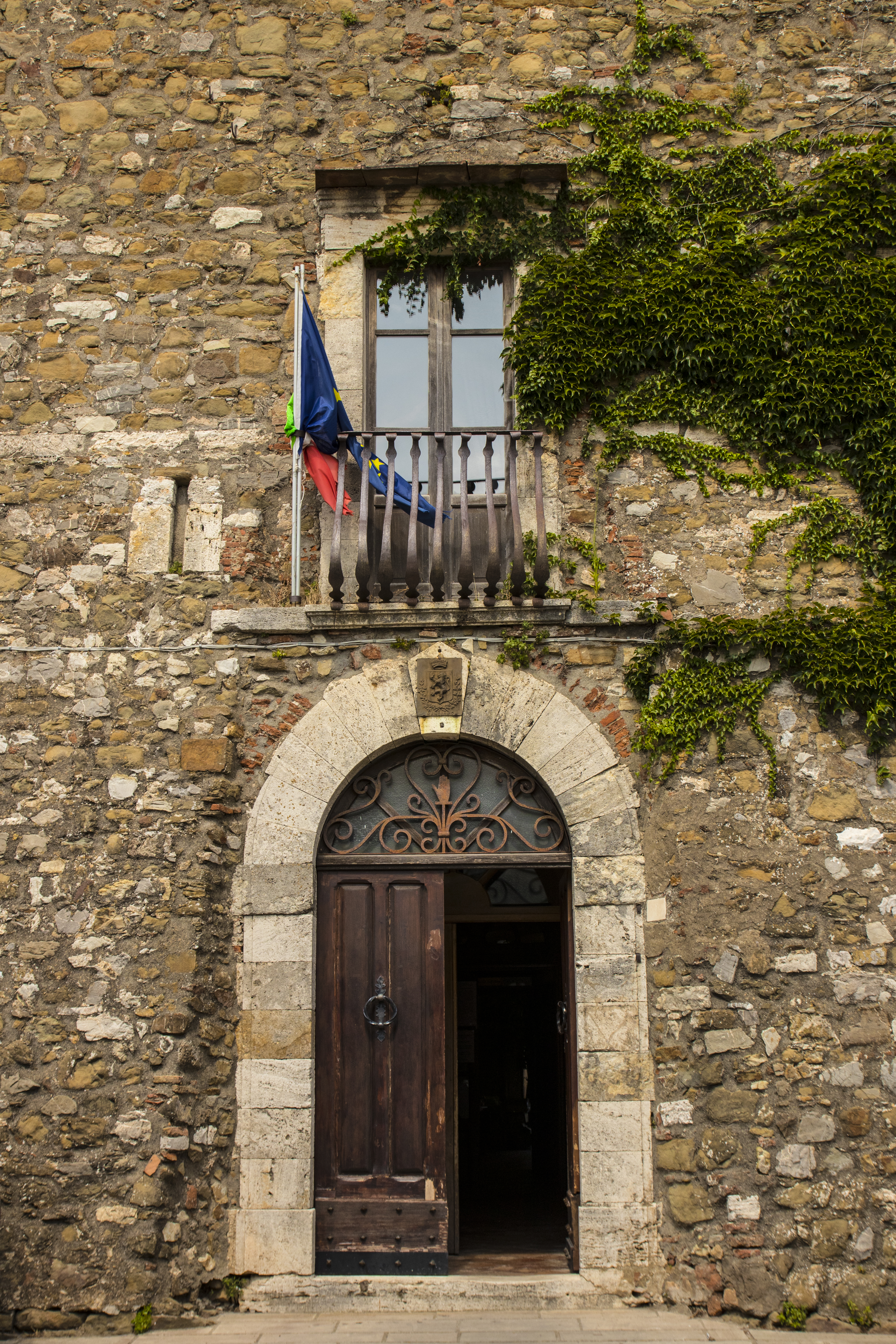
La porte d'entrée
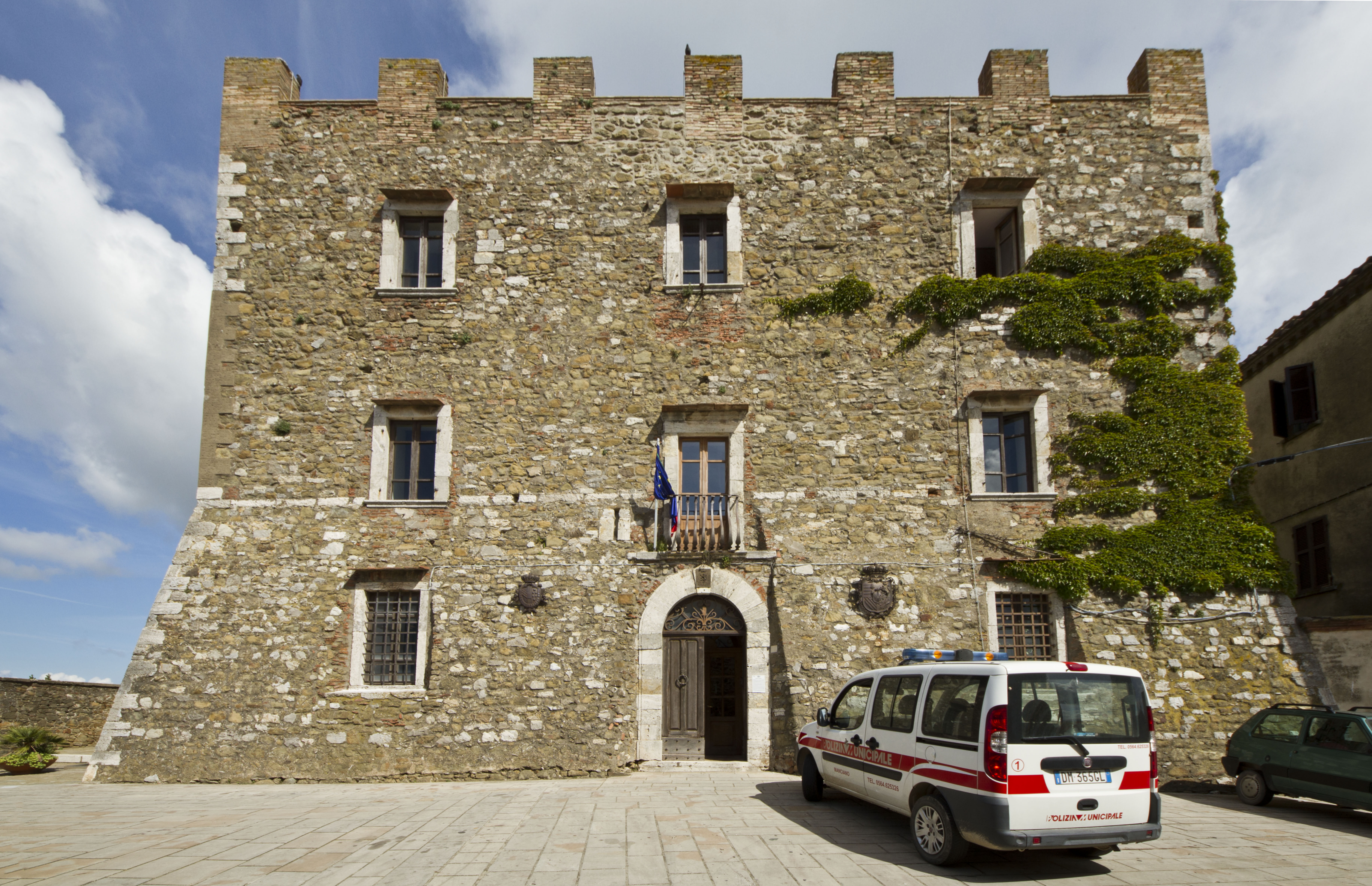
La forteresse